# مبارك الصباح
الشيخ مبارك بن صباح بن جابر الصباح (1844 - 28 نوفمبر 1915)؛ حاكم الكويت السابع والمؤسس الحقيقي لها. تولى الحكم يوم 25 ذي القعدة 1313هـ/7 مايو 1896م وقيل 8 مايو حتى وفاته سنة 1915. وفي عهده اتسعت الكويت، وزاد العمران، وصار لها اسم كبير في الخليج، واستتب الأمن في بادية الكويت، وزادت الثروة، وتقدمت التجارة، وأخذت البواخر تمرُّ بالكويت في ذهابها للبصرة ورجوعها منها، وبلغ الغواصون على اللؤلؤ الحد النهائي في الاتساع بالسفن والمحصول، وكان في السنوات العشر الأولى من حكمه جاريًا على سيرة أسلافه من التواضع وعدم الظلم، حتى أخضع آل الصباح بحكمه الصارم، فلم يستطع أحد منهم التجاوز على أحد من الرعية، بل كان خيرا من أسلافه في صرامة الحُكم والدفاع عن أهل الكويت، ولكن مع الأسف لما صحب حاكم المحمرة خزعل بن مرداو وتبدلت حالته وقلّدَهُ في كثير من المظالم. ومع ذلك فهو لم يجدد سور الكويت القديم ولم يبن سورًا جديدًا، وعندما ساله «ماليري» الطبيب في المستشفى الأمريكي عن ذلك قال: «أنا السور». وقد كان صديقًا حميمًا لكل شيوخ القبائل الموجودين على طريقي الجزيرة العربية والعراق، ويمدهم بالسلاح والذخيرة إلى مسافة 500 كم. وقد ازدهرت الكويت في عهده تجاريًا حتى بلغت سفن الغوص 800 سفينة، وشيدت في عهده أولى المدارس النظامية، وأولى المستشفيات الطبية.
وصل إلى الحكم في ظروف صعبة ووسط صراعات سياسية وعسكرية بدأت بمصرع أخويه محمد و جراح على يديه، حيث كان عليه في السنوات الأولى من حكمه أن يواجه الكثير من محاولات الهجوم على الكويت لإنهاء حكمه بالقوة. وقد عارض يوسف الإبراهيم حكمه، وحاول إرجاع حكم الكويت إلى أبناء محمد بن صباح الصباح وجراح بن صباح الصباح، وكان ذلك سبباً في تدخل القوى الأجنبية في الكويت وإعادة رسم خارطتها السياسية، حيث تحالف مع بعض المسؤوليين العثمانيين ومع آل رشيد لتقويض حكم مبارك، وحاول استعداء «حمدي باشا» والي البصرة على مبارك، ولوح للسلطنة بأن مبارك موالٍ للإنجليز، وأنه -أي يوسف- سيعمل على إعادة نفوذها إلى الكويت، واتصل بالقنصل البريطاني في البصرة والمقيم البريطاني في بوشهر، ووعدهم بطلب الحماية من لندن إذا تدخلت لإنهاء حكم مبارك. وفوق ذلك فقد لجأ إلى استخدام سلاح القوة، حيث نظم أكثر من محاولة لغزو الكويت عسكريًا. ولم تتوقف جهوده تلك إلا بوفاته في 12 مارس 1906م. لذا فالسنوات الثلاث الأولى من حكم مبارك الصباح كانت أصعب سني حكمه الذي شارف العشرين عامًا. فقد كان موقفه حرجًا وخطيرًا نتيجة خوفه من انتقام بقية أفراد عائلته، ولافتقاره إلى العون الخارجي.

## أخلاقه
كان ذكيا شديد الإحساس، ذو همة عالية وعزم متين، وجلد وعناد وله مطامع لا حد لها، شغوفًا بالشهرة، وله شجاعة وجرأة قوية. وعلى جبهته أثر ضربة سيف زادته هيبة. وقال عنه أمين الريحاني: «كان حاد المزاج، شديد البأس كثير التقلب. فيه شيء من الأسد وأشياء من الحرباء، بدوي الطبع حضري الذوق، تارة يحبه الخصم وتارة يجامله. كان كريمًا جوادًا، بل كان مسرفًا. يسترسل إلى الترف والبذخ، ويقدم بعد حبه للمجد والسيادة، نواعم العيش ونوافله على كل شيء سواها. نصف عمله سر لا يدركه سواه، والنصف الآخر خدعة باهرة أو مضحكة أو كثيفة مدلهمة».

## بدايته
ولد مبارك سنة 1844م في الكويت، وهو الولد الثالث للأمير صباح بن جابر الصباح حاكم الكويت الرابع، ووالدته هي «لولوة بنت محمد بن إبراهيم الثاقب» ابنة شيخ الزبير. وعند بلوغه الخامسة من عمره احتضنه جده جابر الذي اهتم به وأحضر له المعلمين لتعلم القراءة والكتابة وحفظ القرآن، وفي سن 12 من عمره تدرب على الرمي وركوب الخيل، وتمرس على فنون القتال بمشاركته في الحملات العسكرية تحت حكم أخيه الأكبر الشيخ عبد الله  ثم من بعده أخاه الآخر محمد. وقد نشأ مبارك في بيئة صحراوية غرست فيه حب الأرض وقوة العزيمة، فكان مبعوثًا من أخيه الشيخ محمد إلى البادية للمحافظة على النظام مع قبائل لا تعرف إلا مناخ الحرية وترفض تدخل أي سلطة، وقد مكنت تلك المهمة من تكوين علاقات وولاءات مع قبائل العجمان والرشايدة، واستطاع خلالها تكوين قوة عسكرية للدفاع عن الكويت، وعندما تولى الحكم وصف نفسه ب«شيخ قبائل الكويت».

### مساهماته قبل الحكم
في سنة 1871م طلب والي بغداد مدحت باشا من أمير الكويت الشيخ عبد الله المساهمة في الحملة العثمانية بقيادة نافذ باشا تجاه الأحساء، فجهز الأخير قوة عسكرية برية وبحرية، فقاد هو الأسطول البحري بينما قاد أخيه مبارك القوات البرية،  في حين بقي أخيهم محمد بن صباح في الكويت للقيام بتصريف الأمور في الكويت لحين عودة الجميع من الحملة. وقد كان له دورًا متميزًا في نقل الإمدادات العسكرية وتموين الجنود من الكويت إلى الأحساء. وكافأت الدولة العثمانية الجميع على ذلك النشاط بتكريم عبد الله رتبة «اصطبل عامره مدير لكي بايه سي» ومنح محمد ومبارك النيشان المجيدي في 10 يونيو 1871م.
وفي نوفمبر 1871م وصل سعود بن فيصل إلى الزرنوقة لمقاتلة العثمانيين، فبعث نافذ باشا الشيخ مبارك إليه للتأكد من نواياه، فأكد له سعود بأنه سيأتي الأحساء قريبًا ليسلم نفسه، فأخبر الشيخ مبارك تلك الأنباء إلى نافذ باشا. ولكن بعد مضي ثلاثة أيام لم يصل سعود، فأرسل القائد العثماني مبارك مرة أخرى إلى معسكر العجمان، فذهل الشيخ مبارك عندما وجد جموع سعود تستعد للزحف على الأحساء، فأخبره سعود أنه قد عزم على مقاومة العثمانيين حتى يخرجهم من بلاده أو يموت. فأخبر مبارك ذلك للعثمانيين الذين شنوا هجومًا سريعًا بقيادة حمدي باشا، فدار قتال عنيف بين الطرفين لم يسفر عن نصر حاسم لأي منهما.
مساهماته في عهد الشيخ محمد
قاد في سنة 1892 حملة عسكرية بأمر من الشيخ محمد بن صباح الصباح على ماجد الدويش بسبب مهاجمته بعض القبائل في الكويت، وفي أواخر 1310هـ/1892م حدث خلاف بين فخذ الصمدة من قبيلة الظفير وبين آل السويط زعماء القبيلة، هذا الخلاف أفضى إلى نزاع مسلح بينهما، فطلب ابن سويط النجدة من الشيخ محمد الذي أرسل قوة بقيادة أخيه الشيخ مبارك، فأعاد مبارك موازين القوى لصالح ابن سويط. وفي ذات السنة اعتدى السعيدات -وهم من الظفير- على بدو الكويت، فاستولت على أموالهم ومواشيهم. وردًا على ذلك أمر الشيخ محمد أخاه مبارك بالهجوم عليهم واسترداد مااستولوا عليه من الأموال والحلال. فلحقهم مبارك حتى أدركهم في مكان يسمى «الخنقة» وأصلاهم من نار بنادقه حتى انهزموا من أمامه، واسترد ما نهبوه من الأموال والمواشي.
وفي 1893 ورد معروض وقع عليه بعض تجار نجد يبين أن قبيلتي الهواجر والمناصير قامتا بقتل أناس مرافقين لقافلة قادمة من الكويت إلى نجد عند مرورها أراضي القبيلة في الأحساء، وسرقوا أموالهم، وطالبوا باسترداد أموالهم ومنع اعتداءات القبيلتين. فطلب العثمانيون من الكويت حل المشكلة، فأرسل الشيخ محمد أخاه مبارك بالتوجه إلى الأحساء ومعه ألفين من رجاله، فتمكن من الانتصار على بني هاجر وعاد وهو يسوق جمالهم وأغنامهم بعد أن قتل منهم أربعة رجال، فكرمته السلطنة بالأوسمة والعطايا. فانتقم الهواجر في سنة 1312هـ/1894م حيث هاجموا سفنًا كويتية وقتلوا اثنين من بحارتها، واستولوا على مافيها من أموال وطعام، فأعد الشيخ محمد جيشا بقيادة أخيه مبارك، وكان من ضمن الجيش قسم من قبيلة العجمان بزعامة راكان بن حثلين فساروا لمطارتهم، فأدركوهم بين الأحساء والقطيف، ففتك بهم الجيش الكويتي فتكًا ذريعًا، واسترد منهم مااستولوا عليه من الأموال. وكان حامل البيرق في أغلب معاركه هو «عبد الله بن محمد المزين» وشاركه ابنه ابراهيم الذي حمل الراية بعد وفاة أبيه.
سوء التفاهم مع جاسم آل ثاني
ساءت الأحوال بين والي البصرة «حافظ باشا» وأمير قطر الشيخ قاسم بن محمد آل ثاني 1310هـ/1892م فأرسل الوالي حملة إلى قطر، ويبلغ عددها ألف وخمسمئة جندي، قسم الحملة إلى قسمين: حملة بحرية وحملة برية. ومرت تلك الحملة في طريقها إلى الكويت، فطلب الوالي من الشيخ محمد المساهمة. فأرسل الأمير قوة برية من أهالي الكويت ومعها أفراد من قبيلة العجمان بقيادة أخوه مبارك، فسار نحو قطر ببطئ في محاولة لتقليل اشتراكه الفعلي في الحرب. ثم عسكر في سلوى إلى أن جاءته الأخبار بهزيمة القوات العثمانية في معركة الوجبة يوم 25 مارس 1893م/رمضان 1310هـ، فعاد بقواته إلى الكويت. وعندما علم بهجوم بريطانيا على ميناء الزبارة الذي سلمته قطر للأتراك أبرق للأمير محمد بن رشيد يبشره بذلك، مع علمه بالعلاقة الجيدة بين ابن رشيد والشيخ جاسم آل ثاني، مما أثار حفيظة الشيخ جاسم.

## خلافه مع أخيه محمد
بعد وفاة صباح بن جابر الصباح سنة 1866م استلم الحكم ابنه الأكبر عبد الله، ويبدو أن عبد الله قنع بمركز الحكم وترك مقاليد الأمور إلى أشقائه الثلاثة، فمحمد باشر بشؤون الحضر والبلد وتصريف أمورها، ومبارك اختص بأحكام البادية والقتال وحفظ الأمن، أما جراح فكان عمله في الشؤون المالية. واستمر هذا التوزيع في العمل بعد استلام محمد الحكم، ثم بدأ جراح يتقرب إليه حتى نال ثقته وشاركه في الحكم مشاركة فعلية في تصريف أمور البلد، فأصبح صاحب النفوذ الأكبر عنده، في حين استمر مبارك بحفظ الأمن في البادية. هناك ظهرت بوادر خلاف بين مبارك وجراح في أمور يكفي التلويح فيها ليصبح الشيطان حاضرًا بينهما لحرص الأول وإسراف الآخر. وتكشفت تلك الخلافات للعامة، واستفحل الخلاف بين جراح الذي يدعمه يوسف الابراهيم وبين مبارك. وبدا أن المال هو اساس المشكلة بين الأخوة، فقد ضيق الأخوان محمد وجراح على مبارك ومنعا عنه المال ورفضا قبول حوالاته وطلباته التي كان يضطر إليها في حالة غزواته، حتى اضطر مرة أن يمسك يده عن عائلته لينفق على رجاله وحرسه، وقد كان الشيخ مبارك جل قصده من صرف تلك الأموال أن يوسع حدود الكويت في البادية كي لا ينحصر أمالها في البحر فقط. ولكن كان بينه وبين أخيه محمد من مشاكل من تضييق مالي عليه ورفض حوالاته التي يسد به عوزه ويقضي حاجته في مصاريفه المنزلية وحتى في الغزوات التي يكون هو قائدها. لذلك نرى أن الحصار المالي الذي فرضه محمد وجراح وأحيانا بمعاونة يوسف الابراهيم على مبارك، كان للحد من توسيع نفوذه، إضافة إلى تدخل يوسف المباشر لمنع وصول المال اللازم لقضاء دينه. لذا لا نرى أي شبهة تدخل من أطراف خارجية مثل الدولة العثمانية أو بريطانيا في عملية الاغتيال.

مبارك الكبير.

كان مبارك شابًا مقدامًا طموحًا، محبًا للشهرة والمجد، ويتمتع بذكاء في مسايرة الناس واستمالتهم. وقد اختص بأغلب الأحكام بين بدو الكويت والأمور العسكرية، وهذا التوزيع في السلطة كان موجودًا منذ زمن أخيه الأكبر عبد الله، ولم يستحدث محمد هذا التكليف لمبارك كي يبعده عن الحكم، فكما كانت الأمور المالية توافق ميول جراح، كانت إدارة البادية توافق ميول مبارك. فبحكم طبيعة هذه المسؤولية كان مبارك يقضي معظم اوقاته في الصحراء، مما جعله في حاجة دائمة إلى المال، فضلا عن طبعه السخي، ادرك أخوه عبد الله ذلك، فقام بسد حاجته بانتظام، واستمر الأمر حتى وفاته. وفي حكم الشيخ محمد ازدادت سلطة مبارك العسكرية أهمية، حتى كادت أن تكون مطلقة. فلم يذكر مبارك في رسائله وأحاديثه اللاحقة أن أخاه محمد كان ضعيفًا أو أنه لايصلح لإدارة شئون البلاد. ولم يكن ذلك سببًا في نزاع الأخوة حول السلطة، بل السبب الأكبر هو أنه كان كريمًا لدرجة التفريط، مما أثار عليه أخويه ومنعا عنه المال.

### محاولات أخيرة للإصلاح
بعد أن يأس مبارك من الحصول على المال ليبذله في مغازيه، طلب من أخويه أن يقرا له بحقه في الأملاك الموروثة له من أبيه في العراق، فامتنعا عن إجابة طلبه هذا أيضا. فطلب تدخل أعيان الكويت لدى الشيخ محمد كي يقر له بحقوقه في الأملاك الموروثة، فأقر بذلك وأعطاه صكا بخط يوسف الابراهيم. فهدأت الأمور وعادت المياه إلى مجاريها ردحًا من الزمن حتى تراكمت الديون عليه، فطلب من أخويه أن يدفعا إليه مقدارًا من المال من واردات أملاكه في العراق ليسدد ديونه، فلم يستجيبا إلى طلبه، فثارت زوبعة في أرجاء الكويت، فاجتمع أعيان البلد وقرروا التوسط مرة ثانية، فسألوا الأمير أن يعطي أخيه ما هو بحاجة إليه، فوافق الأمير فأمر فهد الخالد أن يسدد ديون مبارك، ولكن تدخل يوسف الابراهيم فأوعز إلى فهد الخالد بعدم إعطائه شيئا مالم يعيد الصك الذي عنده، فثارت ثائرة مبارك فأخذ يسب ويشتم يوسف الإبراهيم ويتوعده بالقتل، ففر يوسف من الكويت وذهب إلى الصبية حيث قصره هناك، ولكن بعد أن ترك ورائه مسألة يصعب حل عقدها.
وللمرة الثالثة طلب مبارك من وجوه وأعيان الكويت أن ينصحوا أخيه محمد ليخفف من غلوائه ويبتعد عن سماع يوسف الابراهيم وغيره. فأجابوا رجاءه مع علمهم أن لا حل للإشكال بدون يوسف الإبراهيم، فذهبوا إليه وكان قد نزل الرقعي، فعرضوا عليه مهمتهم وقالوا له: إذا لم تجب فإن أحد الأخوين لا بد أن يقتل أخاه. فسأل: لماذا؟ قالوا: لأن محمدا بعد أن دعا مباركَ بن عذبي من البر، خشي أخوه مبارك أن يكون وراء هذا الاستدعاء شرٌّ فاستعد هو وخدامه بالسلاح اتقاء للحوادث الطارئة، فوافق على الحضور، ولكنه وصل الكويت بعد ثمانية أيام، فاستيقن مبارك أن الشيخ محمد لن يلب طلباته بعد قدوم يوسف، وعلم يقينًا أن لا يمكن حل هذا النزاع وديًا، ولكن مع ذلك سأل الوفد الوسيط أن يكلموا أخاه للمرة الرابعة أن يصفي حسابه ويعطيه من ماله. فسار الوفد إلى الأمير في داره، فأمرهم أن يذهبوا إلى يوسف بن إبراهيم في بيته وهناك يكون الملتقى. فما كادوا يستقرون في مقاعدهم حتى أقبل محمد، فقالوا له: أن مبارك يريد أن نقدم له حسابا صحيحًا عن ريع تمور الفاو والصوفية والزين في السنين الثلاث الماضية. فقدم الحساب بعد فترة إلى خلف النقيب ليقدمه إلى مبارك، إلا أن الحساب كان مشوشًا وغير واضح.
وبعدها عرض خلف النقيب على الأخوين الاجتماع في بيته لعلهما يتفاهمان وأخذ منهما العهد أن لا يجابه أحدهما الآخر بما يكره، فأجاباه إلى ما طلب وحضرا في الوقت المعين ففاتح مبارك أخاه وعتب عليه في أمور كثيرة، ثم قال إني لا أريد أن أكلفك شططا فأنا أطلب إشرافي على الحساب الحقيقي لأعرف مالي وما علي، ولك علي قبول ذلك إذا كان بيمين بالله أنك لم تزد فيه ولم تنقص منه. وافق الشيخ محمد بهذا الاقتراح، ولكن مضت أيام وهو يعد ويخلف والسيد النقيب يتردد بين الاثنين، وأخيرا قال له محمد: أنا لا أجيب مباركا إلى طلبه، إلّا بعد أن آخذ منه صكّا في قبول ما أقدمه له مهما كان، فحاول النقيب إقناعه بأن هذا الطلب غير معقول، فأصر على رأيه: فأبلغ النقيب مبارك بذلك. فاضطرمت النار في قلبه ولكنه تجلد، ثم بعد هذا صادف أن مباركا واجه أخاه محمد في الطريق فدنى منه وسلم عليه وأخذ يلاطفه في الحديث ويستعطفه في إنجاز ما وعد، فلم يجد منه إلّا إباء وامتناعا، وما زال وإياه في هذا الجدال حتى وصل البيت ورجع عنه. ثم أعقب هذا أن أخاه جرّاحا دخل سوق اللحم فصاح بين أهله بقوله إياكم أن تعطوا مباركا شيئا، فقد تبين أنه من المفلسين وأن عليه ديونا عظيمة، وكان مبارك إذا احتاج إلى لحم أخذ منهم على ذمة أخويه، عندها أسقط آخر سهم في كنانة مبارك، وقد فشلت وسدت أمامه كافة أبواب الإصلاح، فصمم على التضحية بهما وإزالتهما من امامه.

### الإغتيال واستلامه الحكم وردود الفعل الدولية والإقليمية
في ليلة 25 ذي القعدة 1313هـ/7 مايو 1896م وقيل 8 مايو بعد أن مضى هزيع من الليل نهض مبارك مسرعًا لقتل أخويه محمد وجراح، يسانده ابناه جابر وسالم ومعهم ثلة من خدامهم وحراسهم مهرولين إلى بيت أخويه محمد وجراح، ولما طلع الفجر خرج صباح بن محمد لصلاة الصبح وكان لا يدعها صيفا ولا شتاءًا، تاركا البيت مفتوحًا. فحينئذ دخل الجميع البيت وكان الكل نيام، فأمر مبارك ابنه جابر وخدامه أن يتوجهوا إلى جراح، وذهب هو إلى مخدع محمد، ووقف سالم والباقون حرسًا في صحن الدار كي لا يدخل عليهم أحد. فدخل مبارك إلى غرفة أخيه محمد فأيقظه من نومه، فانتبه مذعورًا لما رأى فوهة البندقية مصوبة إلى نحره يريد قتله، فاستغاث هناك الأخ بأخيه وذكره بالحق والحرمة، ولكن لم يجد ذلك الاستعطاف نفعًا، فانطلقت رصاصات البندقية فأردته قتيلا بلا حراك. أما جابر فذهب إلى عمه، فوجده مستيقظًا وزوجته «هيا بنت علي بن جابر الصباح» بجواره، فصوب البندقية إليه ولكنها لم تنطلق، فانقض عليه عمه وساعدته زوجته عليه، وكادا أن يتغلبا عليه لولا مساعدة أحد فداوية جابر فتمكن من التغلب على عمه جراح فقتله. وبعد الانتهاء من هذه العمليات المحزنة كانت الشمس قد أشرقت، ونقل القتيلان إلى مقرهما الأخير في مقبرة الصالحية، حيث كانا أول من دفن فيها.
ضجت الكويت وارتفع العويل من أقصاها إلى أقصاها لحادثة لم يشهد لها تاريخ الإمارة مثيلا لها، حيث أول مرة جرى الوصول إلى الحكم عن طريق سفك الدماء. بالمقابل فإن سعود بن الشيخ محمد عندما تلقى نبأ مقتل والده وعمه أسرع إلى اسطبل آل إبراهيم قرب دروازة عبد الرزاق، وامتطى فرسًا واتجه هاربًا إلى قصر الشيخ يوسف الإبراهيم في الصبية، حيث أبلغه بخبر الاغتيال. وكانت المسافة تقارب 100 كم، وقد نفق الفرس بعد وصوله من أثر التعب. ومن حسن حظ يوسف أنه كان في قصره بالصبية وقت الحادثة.
أما في الكويت، فبعد أن واروا الجثتين القتيلين التراب، استدعى مبارك أعيان البلد وقال لهم:«قد قضي الأمر لما قضاه الله، والآن فما هو رأيكم؟ وماذا أنتم عازمون عليه؟» قال هذا وهو خائف من عدم تأييدهم، ولكن لا بد لهم من مبايعته، فبايعوه، فاطمن باله من هذه الجهة. فبقي عليه أن يسعى ليأمن عدوه الألد الشيخ يوسف الإبراهيم. فأدرك أنه لن يجلبه من مكمنه بالقوة، ففضل استمالته باللين والمصانعة، وأرسل إليه رسولا ثم وفدًا من جماعة أهل الكويت، ظاهر أمرهم يسترضونه وباطنه يستكشفون حالته ومعرفته ونواياه. فعرض الوفد عليه الرجوع إلى الكويت، ويضمنون له الأمن على نفسه وماله وحفظ منزلته التي كان عليها في عهد الشيخ محمد. فتظاهر يوسف أنه سيلبي الطلب سريعًا لئلا يسيء به مبارك الظن فيعاجله قبل فراره، وعندما استعد بالفرار أقبل إليه «ابن دويهيس» من الكويت بخبره بسير مبارك إليه بجموع لا قبل له بمقاومتها. وأكد ذلك الخبر كتاب من أحد الكويتيين بهذا المعنى، فأسرع إلى سفنه الشراعية الراسية في الصبية واتجه بها إلى أملاكه في «الدورة». إلا انه حاقظ على سكونه ولم يبدر منه شيء، وذلك لأن أبناء محمد وجراح لا يزالون في الكويت.
فضلت الدولة العثمانية سياسة الحياد لما جرى في الكويت خلال 1313-1314هـ/1896-1897م. واتهمت المقيم السياسي البريطاني في بوشهر بتدبير مؤامرة استيلاء الشيخ مبارك على الحكم في الكويت، ولكن لم تعر الحكومة البريطانية هذا الاتهام أي اهتمام وظلت تراقب وترصد تحركات الدول الأخرى في الخليج. وكان الموقف الألماني مماثلا لموقف بريطانيا، حيث لم تعر أي اهتمام لحادثة الاغتيال، أما روسيا ففضلت الحياد، وفسرت أسباب القتل بأنها نتيجة لمغازلة الشيخ محمد ويوسف آل ابراهيم لبريطانيا.
أما ردود فعل القوى الإقليمية فكان أولها من محمد بن رشيد أمير إمارة آل رشيد الذي أرسل إليه بكتاب شديد اللهجة يستنكر عليه قتل أخويه. وكذلك استنكر أمير قطر جاسم آل ثاني عملية الاغتيال والاستيلاء على السلطة. واستنكرتها أيضا إمارة المحمرة حيث أوجس الشيخ مزعل بن مرداو شرا من أخيه خزعل من أن يقوم معه نفس الدور الذي قام به مبارك.

### هروب أبناء محمد وجراح
في البداية حاول الشيخ مبارك جهده أن يهتم بأولاد أخوته والعطف عليهم ويخفف عليهم الألم والحزن بعد مقتل أبويهم، فطفق يقابلهم بالمودة واللطف والإكرام. وحاول أن يتحصل منهم على وكالة عامة بصفته عمهم والمحافظ على حقوقهم ليتسلح بها أمام يوسف الإبراهيم، ولكنه لم ينجح في تحقيق غرضه. فلم يشأ أن يجبرهم بذلك وأجل الأمر، ثم حاول مرة اخرى بعد أيام، ولكنه لم يجد الوقت مناسبًا لعدم صفاء نفوس الأبناء. وفي تلك الأثناء دبر أبناء الشيخين محمد وجراح خطة للهرب من الكويت بمساعدة «حمد عبد المحسن الغرير» أحد كتاب الشيخ محمد وجراح ومن المقربين من يوسف الإبراهيم، حيث طلب صباح بن محمد من عمه الرخصة لترويح النفس بأحد الأماكن، فرخص له وحده ومنع إخوانه، فأعاد الالتماس بالسماح لهم جميعًا، فأجابه وأرسل معهم رجالًا من حاشيته لمراقبتهم للمحافظة عليهم. وبعد يومين من وصولهم استغفلوا الحراس وهربوا ليلًا مشيًا على أرجلهم حتى وصلوا المعامر، فقام صاحبها وأوصلهم إلى الدورة حيث مقر يوسف الإبراهيم. وذكر خزعل أن أبناء محمد وجراح تركوا الكويت إلى البصرة سرًا ورافقهم في سفرهم هذا كلا من السيد عبد الوهاب الطبطبائي والعلامة «محمد بن رابح الشنقيطي» حيث التقوا بيوسف الإبراهيم، والتحق بالشيخ يوسف بعد ذلك عدد من أبناء الأسر الكويتية وبعض العوائل،  كما خرج من الكويت بعد إسبوعين من الحادثة أي في ليلة عيد الأضحى دفعات من عائلة آل الإبراهيم الذين تركوا بيوتهم في منطقة بهيتة التي يقع فيها قصر السيف وتوجهوا عبر البحر إلى الدورة، ومعهم نساء محمد وجراح اللتان كانتا موجودتين في منزل أمهما «شيخة بنت علي بن محمد آل الإبراهيم»، وبذا اكتملت أوراق القضية بيد يوسف الإبراهيم، وبدأت معه فترة خطيرة من تاريخ الكويت بينه وبين الشيخ مبارك.

## اندلاع الصراع مع يوسف الإبراهيم
بعد أن تمكن الشيخ يوسف من الهرب هو وأبناء الشيخين محمد وجراح إلى البصرة، حاول مبارك في الأيام الأولى بعد حادثة الاغتيال أن يتوصل إلى اتفاق مع يوسف الابراهيم بحيث يتنازل له عن حق التصرف في أموال أخيه محمد البالغة 12 مليون روبية كان قد أدخرها له في بنك بومباي، ولكن يوسف رفض بالمرة التنازل عن هذا الحق، ومن ثم أصبح النزاع بينهما محتومًا، فأخذ يوسف يعد العدة لاغتيال مبارك، بينما اضطر الأخير في الأيام الأولى من توليه الحكم إلى تغيير مكان مبيته كل ليلة تقريبًا.

### حرب البرقيات بين مبارك ووالي البصرة

الشيخ مبارك أمام قصر السيف.

بعد أن بويع الشيخ مبارك يوم 8 مايو 1896م، اجتمعت أسرة الصباح بحضور مبارك وكتبت مضبطة «محضر» بالحادثة، ونسخت منها ثلاث نسخ، واحدة للسلطان، والثانية لرئيس الوزراء، والثالثة لوزير الداخلية، وسلمت النسخ لوالي البصرة «حمدي باشا»، ولم يأت الجواب من الوالي إلا بالتهديد والوعيد وقد كان الوالي لديه علم مسبق بالحادثة بعد أن حضر إليه أبناء محمد وجراح وقدموا إليه شكاية بتحريض من يوسف الإبراهيم ذكروا فيها أن الشيخ مبارك قد اغتصب إمارة الكويت بعد أن قتل شيخيها الذين كانا يحكمان الكويت بموجب فرمان همايوني، وأن قصده من ذلك العمل هو خلع السيادة العثمانية عن الكويت وتسليمها إلى دولة اجنبية. نتيجة لردة فعل الوالي كتب شيوخ الكويت وأعيانها بعد أسبوعين من الحادثة إلى كتابة رسالة أخرى لرئيس الوزراء تنقل إلى السماوة، وترسل من هناك إلى الأستانة بالبرق، والتي استلمتها يوم 29 مايو 1896م وذكروا فيها:«أن أشقياء من البادية قد قتلوا الشيخ محمد وأخيه الشيخ جراح ليلا، وطالبوا بتعيين أخيهم الشيخ مبارك حاكما على الكويت». وبعد انتظار أسبوع دون رد من رئاسة الوزراء العثمانية، أرسل شيوخ وأعيان الكويت برقية أخرى عن طريق السماوة واستلمتها الحكومة يوم 8 يونيو 1896م يشتكون من تهديد حمدي باشا والي البصرة، ويطالبون بتثبيت الشيخ مبارك حاكمًا على الكويت.
أرسلت دائرة الكتاب في قصر يلدز مقر الحكومة العثمانية في إسطنبول إلى والي البصرة «حمدي باشا» يوم 18 يونيو 1896م تستفسر عن الأوضاع في الكويت وتلومه عن حجب الأخبار عن القصر. فرد الوالي أنه أطلع وزارة الداخلية العثمانية بالأحداث في الكويت وعن قيام مبارك بقتل شقيقه الأكبر محمد والأصغر جراح وعن ما يجدر القيام به من إجراءات للاستفادة من هذه الفرصة لجعل الكويت تحت الحكم بالمباشر، وبيّن الوالي أن قتل مبارك لأخويه أمر مؤكد، ولا صحة لما قاله من أن أخويه قتلا على يد أشقياء من البادية. وفي يونيو 1896 أرسل مبارك الصباح برقية إلى الصدر الأعظم في إسطنبول يشكو فيها والي البصرة وتهديده له بأخذه إلى البصرة سجينًا. كما أرسل مبارك برقية إلى الباب العالي بتاريخ 31 أغسطس 1896م يشتكي من الوالي لتعديه على أملاكه وأنه قبض على العاملين في مزارعه وأودعهم السجن.

### الصراع لكسب ود العثمانيين
اشتكى يوسف الإبراهيم إلى حمدي باشا والي البصرة وهو ألد أعداء مبارك، فانصت الوالي إلى شكواه وصمم على أن يرمي مباركًا بجيش عرمرم ليذيقه الحمام وبنزله من عرشه، إلا أن مبارك بعد أن علم بنية الوالي اتصل برجب باشا والي بغداد الذي وقف أمام الحكومة مدافعا عن مبارك قائلًا:«إن تلك الكارثة هي من الحوادث العادية التي تقع كثيرًا عند الأعراب، وخير للحكومة أن لا تتدخل في القضية، كي لا تهدم آمالا عظيمة في الخليج العربي»، فاستمعت الحكومة إلى نصيحته، فأمرت حمدي باشا بالكف عما عزم عليه. فقدم أبناء الشيخين محمد وجراح عريضة إلى حمدي باشا يطلبون فيها إعادة أموالهم التي استولى عليها الشيخ مبارك في الكويت، وأبرزوا له مستندات، كان بعضها يتضمن اعترافًا من الشيخ مبارك بتلك الأموال. فكتب حمدي باشا إلى مبارك يطلب منه إعادة تلك الأموال طبقا للمستندات، فأجابه الشيخ مبارك بأن تلك المستندات زَوَّرها يوسف الإبراهيم، ولكنه لا ينكر وجود أموال لهم في الكويت، إلا أنها شيء قليل ولا يستحق الذكر، وقدم بذلك قائمة إلى حمدي باشا واشترط في تسليم محتويات القائمة استحصال صك من أبناء أخويه بإسقاط كل مالديهم من إدعاء في الكويت، وهو ما رفضه أبناء محمد وجراح. وقد استمر الأبناء بدفع قضيتهم فقدموا شكوى جديدة إلى والي البصرة، الذي قرر تشكيل محكمة وأمرها بحجز جميع أملاك آل صباح الزراعية في البصرة والفاو حتى يبت في ادعاء أبناء الشيخ محمد بملكية الأراضي تلك. وهو أمر ألغته الحكومة المركزية في اسطنبول في سنة 1896م بعد أن اتصل مبارك برجب باشا وبالشيخ أبو الهدى الصيادي شيخ الإسلام في اسطنبول، وأغدق الأموال على رجال السلطنة في بغداد واسطنبول، للحصول على اعتراف السلطان العثماني به حاكمًا على الكويت. وسبب حرص الشيخ مبارك على كسب الموقف العثماني كان لعدة أسباب أهمها:إضفاء الشرعية على حكمه بتأييد السلطان العثماني له بسبب تبيعة الكويت للسلطنة. وكذلك ضمان سلامة أملاك آل صباح الزراعية في ولاية البصرة التي تعتبر الدخل الأول لأسرة آل صباح. ويمكن القول ان مبارك ربح تلك الجولة وكسب ود العثمانيين له، ومنع خصمه يوسف الابراهيم من الحصول على حليف قوي من العثمانيين.

### اتهام يوسف الإبراهيم باغتيال أخويه ومحاولة تحييده
بعد أن سيطر مبارك الصباح على الحكم في سنة 1314ه‍ـ/1896م، أيقن أنّ يوسف الإبراهيم قد هرب منه وأنه يبيّت له، فبادر بكتابة مضبطة ذكر فيها أنّ يوسف الإبراهيم هو الذي قتل الحاكم محمد بن صباح، وأجبر مبارك وجهاءَ الكويت على التوقيع على هذه المضبطة فاستجابوا له إلا قليلاً، فأُرسل بالمضبطة إلى حمدي باشا والي البصرة، بصفته ممثل الحكومة العثمانية. وبما أن حمدي باشا صديق ليوسف الإبراهيم فقد أعطاه نسخة منها، فأخذها يوسف.
وبعدها أوعز الشيخ مبارك إلى بعض أكابر أهل الكويت أن يرجوا يوسف الكف عن الحركات ضد الكويت وان يخلد إلى الراحة والسكون. وماكان من يوسف بعدما رفعوا الأمر إليه إلا أن قال لهم في رسائل بعثها إليهم أنه لا يريد سوءا بالكويت ولا بأهلها، وأنه ليسيئه كل ما يقلق راحتهم. فتوسم مبارك من لينه في جوابه ندمه على ما فرط منه، فأمر جملة من الأكابر بالسفر إليه في مقره «الدورة». فقدموا إليه وعلى رأسهم الشيخ حمود آل صباح، وبعد أن اجتمعوا به فتحوا أمر العودة وحثوه بالرجوع إلى الوطن، ولكنه قابلهم بكل برودة وفتور. وعندما ألح عليه حمود بالرجوع أمر بإحضار المضبطة التي اتهمه مبارك فيها بقتل أخويه، وقال له:كيف تطلب مني الرجوع والثقة على نفسي منكم، وهذا عملكم معي؟ تشهدون علي بأني أنا القاتل؟ هل بلغت بي البلاهة إلى الحد الذي تريدون أن ألقي بنفسي بين أيديكم؟ فأنكر حمود علمه بهذه المضبطة. وقال:قد يكون مبارك هو المزور لها على ألسنتنا. فقال يوسف: وها أنتم تدعونني إلى الرجوع إليه وهذا عمله، فهل تظن إن من أقدم على سفك دم أخويه يتورع عنه؟ فهذا الأمر لا سبيل إلى الكلام فيه، فرجع الوفد. 
ومع ذلك سعى مبارك من جديد في إقناع عائلة خصمه آل الإبراهيم كي تتوسط لإنهاء هذا النزاع وإيقاف أعمال يوسف العدائية ضده، فأرسل وفدا ممثلا بعبد العزيز السميط إلى بومباي ليطلب من الشيخ عبد العزيز بن علي آل إبراهيم عميد الأسرة لهذا الغرض، ولكن سفارة السميط فشلت بإقناع الشيخ عبد العزيز الذي اعتذر واعتبر الأمر شأنًا خاصًا بالشيخ يوسف وليست لديه من القوة ما تمكنه من فرض الأمر عليه. ومع ذلك لم ييأس الشيخ مبارك الذي طلب من الشيخ مزعل ابن مرداو شيخ المحمرة الوساطة للمصالحة بين الطرفين، وسعى الشيخ جهده ولكن المساعي توقفت باغتيال الشيخ مزعل سنة 1315هـ/1897م. ومع ذلك 
استمر الشيخ مبارك في أمر المصالحة، فطلب من شخصيات مقربة من الشيخ يوسف مثل مقبل بن ذكير  والإمام عبد الرحمن بن فيصل وسليمان الدخيل ومحمد بن عبد الوهاب الداريني وغيرهم السعي للوساطة، إلا أن الشيخ يوسف الإبراهيم رفض الصلح مع مبارك، واستمرت تلك المساعي حتى نهاية سنة 1315هـ/1897م عندما علم الشيخ مبارك بوفاة الأمير محمد بن رشيد فتوقف عن طلب المصالحة. وسبب ذلك أن الشيخ مبارك كان متخوفًا من أن يتبنى ابن رشيد تلك القضية وهو يدرك أن ليس بمقدوره مواجهة خصمه بدعم وتأييد مباشر من الأمير محمد بن رشيد. لذلك علم أن موازين النزاع تغيرت لصالحه بعد وفاة أمير حائل، فرفض أي مساع للصلح، واتهم الشيخ يوسف بعدم المصالحة، وأنه قادر على مواجهته.

## حملة يوسف الإبراهيم البحرية

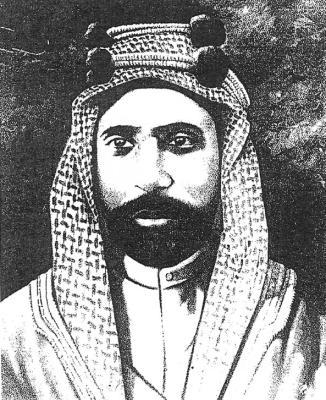
يوسف الابراهيم الذي يعد أغنى أغنياء الكويت والخليج والبصرة بسبب تجارة اللؤلؤ والتمور

لما يأس يوسف من الصلح وبدا أن النزاعات السياسية والقانونية انتهت لصالح الشيخ ميارك، فقرر اختيار النزاع المسلح. فبدأ بتجهيز حملة بحرية بتكتم شديد، فسافر من الدورة إلى هنديان وبندر معشور في عربستان بتاريخ 3 محرم 1315هـ/3 يونيو 1897م، ولبث هناك مدة يحشد الرجال ويبذل الأموال في ذلك، ولم يشأ أن تتجه إليه الأنظار، فقام بإبراق البرقيات التي تنبئ بأنه سافر إلى الهند، وتوالت البرقيات بأنه سيتجه إلى بور سعيد ومنها إلى مرسيليا، فصدقها الناس. وكان قد طلب سابقًا من خاله عبد العزيز بن علي آل إبراهيم في بومباي تجهيزه ببنادق من نوع مارتيني-هنري، فشحنت له على ظهر سفينتين إلى الدورة بسرية شديدة، إلا أن الشيخ مبارك اكتشف أمر الشحنة، فطلب من الشيخ خزعل أن يمنع وصولها إلى الدورة، فقام الشيخ خزعل باعتراض السفينتين إثناء عبورهما شط العرب، ولكنه لم يتمكن من الاستيلاء عليهما حيث وصلتا إلى الدورة بسلام.
وفي 12 محرم 1315هـ/يونيو 1897م قاد يوسف الإبراهيم حملته الأولى من هنديان لمهاجمة الكويت، بسفن عددها مابين 13 أو 14 سفينة محملة بسبعمئة من الرجال المدججين بالسلاح، ويرافقهم أبناء الشيخين محمد وجراح، وقبل خروجهم من الشط أبصروا سفينة لرجل كويتي اسمه «علي سليمان أبو كحيل»، فأمسكوا به ومن معه وأخذوا مافيها من ماء وطعام، ثم أطلقوا سراحه بعد أن وَعَدَهم بأن لا يخبر أحداً بأمرهم، لكنه سرعان ما توجّه إلى الكويت فأنذر مبارك الصباح الذي كان غافلاً عن ذلك فاستعدّ لملاقاة ابن إبراهيم. وفي صبيحة يوم 15 محرم 1315هـ/يونيو 1897م اقترب الأسطول من بنيد القار حين تراءت مجموعة يوسف الإبراهيم ومجموعة مبارك الصباح، وجد يوسف أن المقاتلين الكويتيين مرابطين على ساحلها، فأراد الرجوع إلى البصرة فأشار عليه رفيقه مبارك بن عذبي الصباح بأن يمضي إلى الساحل، لأنّ أهل الكويت  معهم، فقال له يوسف «إنني لا أطمئن لما تقوله من مناصرة الكويتيين، وإننا مع ذلك لم نقصد أهل الكويت، مرادنا ثلاثة لا غير»، والثلاثة هم مبارك وابناه جابر، وسالم، فرجعت السفن بخيبة الفشل، وقد كلفتهم 30 ألف ليرة.
قصة الطراد الإنجليزي
في تلك الأثناء كان هناك طراد إنكليزي يراقب سير أسطول يوسف ويحوم حول جزيرة عوهة حتى عادت السفن أدراجها، ومع ذلك بقي الطراد في مكانه. وصادف أثناء وجوده وصول سفينة عثمانية إلى الكويت قادمة من قطر، فظن الطراد أنها آتية لأمر ما، فلحق بها إلى الميناء، فحاول الطاقم الإنجليزي النزول إلى البر، ولكن بما أنه كان قادمًا من ميناء بوشهر التي يعدها الحجر الصحي أنها موبوءة، فلم تعط له وثيقة. عندئذ طلب القبطان أن يتحدث مع الشيخ مبارك شفاهيًا. وعندما جاءه الشيخ قال له:جئت كي أقدم لك المساعدة، فإذا شئت قبضت على الشيخ يوسف وأسلمك إليه. فماذا تأمر؟ وعندما سأله الشيخ من امره بذلك، أجاب بأنه قدم بأمر من القنصل في بندر بوشهر. عندئذ رد عليه الشيخ: إن حاميتي هي الدولة العلية، وأنني أتصرف على النحو الذي تأمرني به، ولا أطلب منكم العون، عندئذ تحرك الطراد الإنجليزي وعاد ادراجه.

### رد فعل السلطنة وتعيين مبارك قائمقام الكويت
بعد تلك الحملة هدم الشيخ مبارك قصر الشيخ يوسف في الصبية لحرمان خصمه الاستفادة من القصر، ومنعه أن تكون مركز ونقطة انطلاق لهجمات في المستقبل. كما قبض على بعض أعوان الشبخ يوسف داخل الكويت، وزج بهم في السجن، وصادر أموالا قيمتها حوالي 1200 قران. ثم أرسل شكوى إلى «عارف باشا» والي البصرة -مع هدايا لضمان التجاوب معه- وطالب بإنزال العقاب بمدبري الهجوم على الكويت. فتجاوب الوالي معه وأرسل إلى الحكومة في إسطنبول بتاريخ 10 يوليو 1897م/صفر 1315 معتبرًا الحملة خطر على المنطقة، واتهم يوسف بالتمرد والعصيان على الحكومة. ولكن الموقف سرعان ماتغير بعد تحرك الشيخ يوسف وقدم له مبلغًا كبيرًا، فتراجع عن كلامه السابق، وأصبح موقفه لصالح يوسف ورفض معاقبته، فلجأ مبارك إلى صاحبه رجب باشا قائد الفيلق السادس في بغداد طالبًا منه المساعدة بعد إغراقه بالهدايا. فضغط رجب باشا حتى أرسلت الحكومة سفينتين بحريتين من البصرة لمطاردة يوسف، فعادتا دون جدوى. ورفض والي البصرة طلب مبارك بأن يسمح له بمطاردة يوسف الإبراهيم بنفسه في المياه العثمانية والإيرانية. وقد تباين موقف الحكومة المركزية مابين مؤيد للشيخ مبارك ومعارض له، فاضطر الشيخ مبارك رفع شكواه إلى السلطان عبد الحميد، حيث اتهم عدوه يوسف الإيراهيم بالسعي لنشر الفوضى وجر بريطانيا بتودده إليهم إلى المنطقة. فرد يوسف الإبراهيم مراسلات مبارك بمراسلات مثلها إلى السلطان أنكر علاقته بالحملة، وطالب بمناصرة أبناء محمد وجراح بإقصاء مبارك وتعيين أحد أبناء الشيخين محمد وجراح الصباح شيخًا للكويت. وجاء رد الباب العالي مؤيدا للشيخ مبارك ومحملا يوسف الإبراهيم مسؤولية الحملة، واعتبر وجوده خطر على أمن المنطقة، وأنه عميل للإنجليز، وردًا على ذلك وافقت الحكومة العثمانية في نهاية نوفمبر 1897م/رجب 1315هـ على تعيين الشيخ مبارك قائمقام الكويت، وتخصيص راتب سنوي له قدره 150 كارة (الكارة تساوي حوالي طن ونصف) من التمور، تحولت إلى راتب سنوي قدره 300 جنيه استرليني، وقبل مبارك بهذا اللقب فالتزمت الدبلوماسية الإنجليزية الصمت.

### حملة الإبراهيم الثانية
بعد فشل يوسف الإبراهيم في حملته الأولى، ذهب في 29 محرم 1315هـ/يونيو 1897م نحو قطر حيث الشيخ قاسم أو جاسم آل ثاني صديقه وعدو مبارك اللدود، فأسرع الشيخ قاسم إلى نصرته وإعداد حملة بحرية وبرية تنطلق في نوفمبر 1898م، وانضم إليهما محمد بن رشيد بعد مقتل بعض تجار حائل كانوا خارجين من الكويت بداية سنة 1315هـ/1897م وسلب أموالهم، فاتهم ابن رشيد الشيخ مبارك بتدبير هذا الهجوم، وحاول الأخير اثبات برائته ولكنه فشل في إقناعه، لذا التقت مصالح الثلاثة (ابن رشيد وآل ثاني والإبراهيم) في الهجوم على الكويت، إلا ان الخطة تعطلت. وسبب فشل الحملة وإيقافها فكان كتاب مبارك إلى سعيد باشا متصرف الأحساء -مع بعض الهدايا- شارحا نوايا الشيخ قاسم، فأرسل المتصرف إلى والي البصرة يخبره بجلية الأمر وبما يريد الشيخ قاسم أن يقوم به من هجوم على مبارك المطيع والخاضع للدولة العلية. ولحسن حظ مبارك أن الوالي أصغى لما قاله سعيد باشا، فأرسل السيد «رجب النقيب» إلى قطر لتسكين ثائرة الشيخ قاسم. فنجح الوفد في مهمته وأخمد الفتنة، فأراد يوسف الإبراهيم الانتقام من سعيد باشا متصرف الأحساء الذي تسبب بفشل تلك الحملة، فأحضر رجلا من أهل الجنوب يقال له «عبد الرحمن بن سلامة» وأعطاه أربعين بندقية وخمسين كيسًا من الأرز ومقدارًا من النقود، وطلب إليه أن يثير قبيلة العجمان والهواجر ضد متصرف الأحساء، فثارت القبيلتان على سعيد باشا. عندئذ قام يوسف الإبراهيم بتنظيم مضبطتين ووقعهما شيوخ جميع القبائل المحيطة بالأحساء يشكون فيها جور المتصرف، ويعزون أسباب تلك الثورة إلى تعسف متصرفهم وظلمه. فأرسل إحدى المضبطتين إلى والي بغداد والأخرى إلى والي البصرة محمد أنيس باشا. غير أن الشيخ مبارك استطاع أن يمسك بتلك المضبطتين قبل وصولهما، فأرسلهما إلى سعيد باشا كاشفًا له عن مكيدة يوسف الإبراهيم، فشكره سعيد باشا، وكان ذلك في صفر 1315هـ/يوليو 1897م. بالمقابل أراد الشيخ مبارك الانتقام من الشيخ قاسم آل ثاني لمساهمته في الحملة الفاشلة، فقام بالهجوم على بعض القبائل التابعة لشيخ قطر، فهاجم قبيلة بني هاجر وفخذ الحوير المري وغنم منهم غنائم كثيرة. فقام الأخير برفع الشكاوى ضد الشيخ مبارك متهمًا إياه بأن أكثر الغنائم التي أخذها من الهواجر تعود ملكيتها إليه.
وفي 23 ربيع الأول 1315هـ/أغسطس 1897م أي في ذات السنة قامت قبيلة السعيد بالهجوم على قافلة من الأحساء ومتجهة إلى الكويت، فاستولوا عليها بأكملها، فاستغل الشبخ مبارك ذلك حيث أرسل إلى والي البصرة وبغداد متهمًا يوسف الإبراهيم أنه وراء تلك الأعمال، ويطلب منهما الضرب من حديد لمنع تكرار تلك الاعتداءات.

## طلب الحماية من الإنجليز
بعد فشل يوسف الإبراهيم في حملته البحرية توجه أبناء محمد وجراح بتحريض من يوسف الإبراهيم إلى القنصل البريطاني في البصرة، وعرضوا عليه مقترح للحكومة البريطانية بوضع الكويت تحت حمايتها إن ساعدتهم على إعادتهم إلى الحكم وطرد مبارك، وهذا يعني تسليم السلطة ليوسف الإبراهيم. وقد وعدهم القنصل خيرًا، فأرسل برقية إلى السفير البريطاني في الأستانة والذي بدوره رفع الأمر إلى حكومة سالزبيري في لندن، وفي النهاية رُفِض المقترح بسبب تخوف الخارجية البريطانية من دخولها في مواجهة حادة مع العثمانيين. ثم ذهب مبارك بنفسه لمقابلة المقيم السياسي البريطاني في بوشهر «الكولونيل مالكوم جودميد»، وأعلن عن رغبته في وضع الكويت تحت الحماية البريطانية إذا حاول العثمانيون إنهاء حكمه. وقد وعده المقيم السياسي البريطاني خيرًا، فأرسل إلى نائب الملك في الهند وبين له ضرورة مساعدة الكويت للحفاظ على التوازن السياسي في الخليج. ثم أكد الشيخ مبارك خلال لقائه مع «هكسين» مساعد المقيم السياسي في الخليج يوم 9 سبتمبر 1897م بان لديه قوة عسكرية من 25 ألف مقاتل، وانه قادر على منازلة جميع أعدائه وهزيمتهم، ولكنه يحتاج إلى اتفاقية مع بريطانيا لحماية إمارته من ابتلاع تركيا لها، ولم تتضمن اقتراحات حاكم الكويت أية إشارة إلى تقديمه أية التزامات تجاه إنجلترا. وقد أرسل المقيم السياسي تلك المقترحات في تقرير إلى الهند مع توصية بقبولها. فكل ماكان يريده مبارك من الاتفاق هو الحفاظ على مركزه في الكويت، فهو لا يريد معاداة الأتراك ولا استفزازهم.
وفي نوفمبر 1897م أرسل المقيم البريطاني في الخليج مبعوثه «ماوبراي» إلى الكويت، فطلب منه الشيخ مبارك مرة أخرى سرعة تنفيذ الحماية البريطانية. ولم تكن بريطانيا مستعجلة في تلبية طلبه، إذ كان عليها أن تعتبر حاكم الكويت مستقلاً عن الدولة العثمانية حتى يمكنها إبرام معاهدة معه، وهذا يعني أن تتراجع عن اعترافها الصادر سنة 1878 بالسيادة العثمانية على الإمارات العربية المطلة على الساحل الشمالي للخليج.
في البداية كانت بريطانيا تخشى الأطماع الروسية في المنطقة أكثر من الأطماع الألمانية، ففي نهاية 1897م وبداية 1898م خرج حديث عن تحركات تركية حول البصرة، وعن بعثة روسية مزعومة إلى بغداد، وكذلك نية الجانب الروسي الحصول على محطة للتزود بالفحم في الخليج، وهناك شبه احتمال أن تكون الكويت هي تلك المحطة، ومما زاد من مخاوف بريطانيا هو اكتشاف سفارتها في الأستانة في اغسطس 1898م/ربيع الأول 1316هـ عن اتفاق لمشروع كابنست الذي يحول -لو نفذ- ولاية الشام والعراق وشرقي الجزيرة العربية إلى منطقة نفوذ روسية، وبعدها أتى الاتفاق الألماني العثماني على انشاء خط سكة حديد برلين-بغداد وينتهي بالكويت، فسعت بريطانيا لإحباط هذا المشروع الذي يهدد مصالحها في المنطقة.  مما عجل القرار البريطاني بترتيب اتفاقية مع الشيخ مبارك. فصدرت التعليمات النهائية إلى حكومة الهند بأن تتبنى اتفاقية مسقط الموقعة في 20 مارس 1891 لتكون مثال للاتفاق مع شيخ الكويت، فطلب من المقيم السياسي في بوشهر «الكولونيل ميد» أن يزور الكويت لتوقيع اتفاقية معه.

### معاهدة الحماية مع بريطانيا
تضمن الاتفاق بين مبارك والإنجليز التالي:«يتعهد الشيخ مبارك بكامل حريته ورغبته ويلزم نفسه وورثته وخلفاءه بعدم استقبال وكيل أو ممثل أي دولة أو حكومة في الكويت أو في أي مكان آخر داخل حدود أراضيه بدون الحصول على موافقة مسبقة من الحكومة البريطانية، كما يلزم نفسه وورثته وخلفاءه بالشروط الواردة في برقية السادس من فبراير التي تنص على عدم التنازل أو بيع أو تأجير او رهن أو السماح بالتملك أو لأي غرض آخر أي جزء من أراضيه إلى حكومة أو رعايا أي دولة اخرى دون الحصول على موافقة مسبقة من الحكومة البريطانية.» ولم تنص الاتفاقية على تعهدات بريطانيا بتقديم دعم مادي أو التعهد بحماية الكويت، لذلك طلب مبارك من الكولونيل ميد إعطائه إعلانا مكتوبا عن نوايا الحكومة البريطاية تجاهه، كما طالب بالحصول على وعد محدد بالحماية وتقديم المساعدة خصوصًا فيما يختص بممتلكات أسرته في العراق، ولكن ما نتج عنه هو إعطائه كتاب إعلان نوايا كالتالي:«أؤكد لك الآن باعتبارك شيخًا للكويت عن حسن نوايا الحكومة البريطانية تجاهك وتجاه ورثتك وخلفائك مادمت أنت وورثتك وخلفاؤك تراعون بدقة وصدق مواد الاتفاق المذكور». فبينما كان اللورد كيرزون يخشى في أن يكون سهلا على الدولة العثمانية ان تقوم بعزل شيخ الكويت باعتباره تابعًا لها، ولتلافي هذا الخطر كان هو تحويل الاتفاقية إلى حماية رسمية، وهذا هو السبيل الوحيد الذي وجدته الحكومة البريطانية مضطرة إلى تنفيذه.

### نتائج اتفاقية الحماية على الكويت
دفعت بريطانيا للشيخ مبارك مبلغ 15,000 روبية سنويا من خزانة بوشهر نظير المعاهدة، كما تساهلت بريطانيا في استيراد الكويت للأسلحة كي يستخدمها مبارك ضد أعدائه، ونتج عن هذا التساهل أن تحولت الكويت إلى مركز هام لتجارة السلاح في المنطقة. بالمقابل فإن تلك المعاهدة أثارت مصاعب لمركز شيخ الكويت وممتلكاته في الأراضي العثمانية في شط العرب التي تدر عليه سنويًا 4000 جنيه، إذ بمجرد عقده تلك الاتفاقية وقبوله الحماية البريطانية تسقط ملكيته لهذه الأراضي بسبب القوانين العثمانية، لذلك رفض أخوته حمود وجابر التوقيع على المعاهدة خوفا من ضياع الممتلكات في العراق. عمومًا على مدى 62 عامًا بقيت هذه الاتفاقية أساسًا للعلاقات الإنجليزية الكويتية. وانطلاقًا منها عملت الدبلوماسية البريطانية والسلطات الهندية تدريجيًا على وضع الكويت تحت الحماية الإنجليزية.

## ردة فعل الحكومة العثمانية

### محاولة استخدام القوة
تناقلت أروقة الباب العالي معلومات عن هذه الاتفاقية، فأدركت الحكومة أن السبل التي انتهجتها بتوزيع المناصب والنياشين على الزعماء العرب لم تعد مجدية، فعزلت والي البصرة «أنيس باشا» لأنه لم يكن قادرًا على الحفاظ على هيمنة الدولة هناك. وأعيد في يناير 1899م تعيين «حمدي باشا» الذي يؤيد أبناء أخ مبارك الصباح واليًا على البصرة، وكذلك أعيد تعيين «محسن باشا» حاكمًا عسكريًا على البصرة. وأزاء هذا الوضع المرتبك قام الشيخ مبارك في نهاية أبريل 1899م بفرض رسوم استيراد بواقع 5% على جميع البضائع الداخلة إلى الكويت، وكانت البضائع المستوردة إلى الكويت من البصرة أو الموانئ التركية الأخرى تعفى من رسوم الاستيراد بمجرد إبراز شهادة من دائرة الجمارك العثمانية، ولكن الشيخ تمرد على ذلك وأصر على عدم اعترافه بتلك الشهادات، وطالب بالرسوم بغض النظر عن منشأ البضاعة أوجهتها المستوردة. وفي 27 يونيو 1899م أصدر مجلس إسطنبول الصحي قرارًا بأن يخضع القادمون من الهند وبوشهر وفارس لمحاجر البصرة والكويت وقطر مدة عشرة أيام حجر، وأن تجوب المياه الإقليمية مابين الكويت وقطر سفينتا حرب عثمانيتان بشكل دائم. فأوعز البريطانيون إلى الشيخ مبارك بإبعاد المسئول التركي لمحطة الحجر الصحي في الكويت، فأبعده مبارك إلى البصرة، فقبل حمدي باشا تلك الإهانة على مضض، وادعى أن المسئول أعيد بحجة أن التجديد له ربما يكون مدعاة لإزعاج السكان.
وفي بداية سبتمبر 1899م شوهدت أربع كتائب من المشاة وبطارية مدفعية في طريقها إلى البصرة قادمة من الشمال، فأبلغ الإنجليز الشيخ مبارك بالاستعدادات الجارية في البصرة. وفي نفس الشهر وصل أميرال بحري عثماني إلى الكويت ومعه خمسة عساكر، استضافهم الشيخ في بيته. وعندما سأله الشيخ عن سبب قدومه إلى الكويت، أفاد بأنه مكلف من «حمدي باشا» والي البصرة بأن يكون قائدًا بحريًا لميناء الكويت، فرد عليه الشيخ بأن الكويت لا تحتاج إلى قائد بحري، وأن عليه أن يعود من حيث أتى وألا يتم تنزيل شيء من حمولته، وأن يعود في نفس الليلة، فبدأ الشيخ مبارك يستعد للمجابهة، فالقوات العثمانية الموجودة في البصرة لا تبعد سوى 24 ساعة عن الكويت، والانجليز تعهدوا بالدفاع عن الكويت بحريًا بينما يتكفل الشيخ  بالدفاع بريًا. إلا أن السفير البريطاني في الأستانة أوقف تلك المواجهة برسالة احتجاج إلى ناظر الخارجية العثماني، فأبلغت الحكومة قائد البصرة محسن باشا في رسالة بتاريخ 8 جمادى الأول 1317هـ/12 سبتمبر 1899م بعدم استخدام القوة، وأمرت باستمالته بدلا من القوة معه.

### استخدام الملاطفة
أرسلت الدولة العثمانية نقيب أشراف البصرة «رجب أفندي النقيب» إلى الكويت في بداية شهر فبراير 1900م كي يفهمه بالأطماع الخارجية على الكويت، وأنه يجب أن يلتزم الطاعة للدولة العثمانية. وفي العام نفسه أرسلت مذكرة رئيس الكتاب في الديوان الهمايوني بأن عليه أن يفهم بأن نجاح الإنجليز في السيطرة على الكويت سيضر الإسلام أضرارًا كبيرةً وأن عليه أن يقوم بالدفاع عن الإسلام وعدم الاعتماد على الدولة الأجنبية، وفي 12 فبراير أرسل والي البصرة «محسن باشا» مذكرة إلى وزارة الداخلية العثمانية مؤكدًا فيها ولاء مبارك الصباح للدولة العثمانية وطالب بإعطاءه لقب ميرميران (أمير الأمراء) وأن يعطى وسامًا مناسبًا له وأن تعود الدولة العثمانية إلى إعطائه المنحة السنوية التي قطعت عنه، وقدرها 150 كارة من التمر (الكارة 1.5 طن).

## النزاعات الإقليمية

### تهديد قوافل ابن رشيد
عندما غزا عبد الرحمن آل سعود سدير في قلب نجد أرسل عبد العزبز المتعب تهديدات إلى الشيخ مبارك مؤكدًا بعلمه أنه وراء تلك الغزوة، وأنه سيغزو بلاده. فأرسل مبارك إلى ابن سعود يطلب منه العودة إلى الكويت، وفي الوقت ذاته أخذ يحشد الحشود في الجهرة استعدادًا لرد هجوم ابن رشيد المتوقع وذلك في ربيع الأول 1318هـ/يوليو 1900م. وفي نفس الشهر خرج ابن رشيد من حائل وعسكر في وادي الحسكي، واستنفر شمر وحفظ نفسه بالعيون، وكانت خطته مراقبة الجيش الكويتي المتمركز في الجهرة متحينا الفرصة للانقضاض عليه. وقد أرسل ابن صباح كشافته إلا أنهم لم يصلوا إلى موضع جيش ابن رشيد، حتى ظن مبارك أن ابن رشيد لم يخرج من حائل، فبدأ يأذن للبادية الذين معه للانصراف، وأرسل جزءًا من جيشه بقيادة أخيه حمود لملاحقة جيش ابن رشيد. وقد كان هناك تحالف في 20 سبتمبر 1900م بين الشيخ مبارك والأمير عبد الرحمن بن سعود وشيخ المنتفق سعدون لضرب الأمير عبد العزيز المتعب.

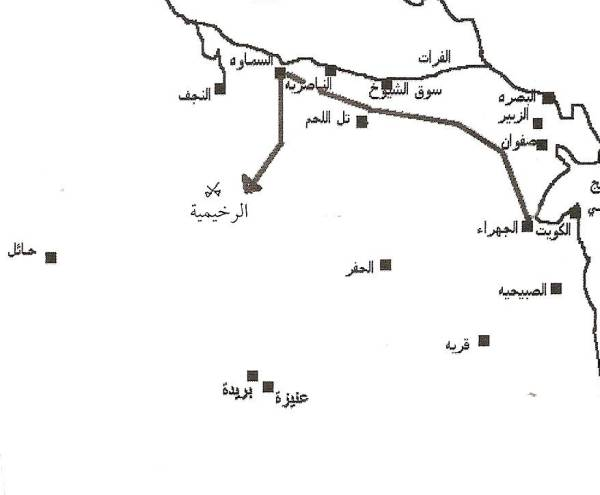
تحرك القوات الكويتية نحو الرخيمة

وفي أكتوبر 1900م هاجم الشيخ سعدون بستة آلاف مقاتل قافلة الحدرة لابن رشيد قادمة من السماوة، واستولى عليها وهرب بالمنهوبات إلى «المهرية» في الصحراء، قبل أن يصل الأمير ابن رشيد لحمايتها. أما ابن رشيد الذي وصلته الأخبار أن الشيخ مبارك أرخص باديته، قرر إنهاء سعدون في البداية ليقضي على أقوى حلفاء مبارك وليحمي خطوط تموينه جنوب العراق، بعد أن وردت إليه أسلحة كثيرة من الحكومة شدت من عزمه. فباغت في الثاني من رجب 1318هـ/25 أكتوبر 1900م بخمسة وعشرين ألفًا مقاتل الشيخَ سعدونَ وحلفاءَهُ من قبيلة الظفير غربي سوق الشيوخ، فانهزموا وفر أكثرهم إلى نواحي الزبير، واستولى على مابين 10,000-12,000 من الجمال، وأرغم سعدون على عبور الفرات إلى داخل العراق وأرسل إلى مبارك يستنجده على ابن رشيد، وكان مبارك حينها مقيمًا في الجهرة على رأس جيشه منتظرًا قدوم جيش ابن رشيد من غزو المنتفق. ولما ورده كتاب سعدون باشا، أرسل جيشًا بتاريخ 10 رجب 1318هـ/2 نوفمبر 1900 بقيادة أخوه حمود وابنه سالم إلى السماوة عن طريق جريشان، وسار هو ومعه عبد العزيز آل سعود بجيش آخر عن طريق الزبير، وترك جزءا من جيشه في الجهرة والصبيحية تحسبًا من هجوم لابن رشيد عليهم. أما جيش حمود وسالم فقد تمكنا من الوصول إلى جيش ابن رشيد، إلا إنهما بعد أن شاهدا نيران الجيش ليلا قررا انه لا قدرة لهما على كسره والتغلب عليه فغيرا مسيرهما جنوبًا إلى معسكر لابن رشيد على آبار (الرخيمية) الواقعة في المنطقة المحايدة (سابقا) بين نجد والعراق، حيث تركه ثقله ولم يكن بها العديد من الرجال، فأغارا عليها وأخذا الكثير من أموالهم وحلالهم.
جمع سعدون على عجل جزءًا من محاربيه وفرسانه ولحق بابن رشيد الذي لم يتعود على خوض المعارك في مناطق المستنقعات، وهاجمه وأجبره على التقهقر إلى واحة حنيق. وبعدها التقى مبارك مع سعدون في الخميسية يوم 14 نوفمبر 1900م فتحرك مبارك جهة الجنوب الشرقي وسعدون باشا جهة الفرات لتوجيه ضربة قوية على ابن رشيد الذي أسرع بالانسحاب إلى منطقة السماوة في مكان يبعد ست ساعات شمال الناصرية، ومنها أرسل برقية إلى السلطان عبد الحميد اتهم فيها مبارك وسعدون باشا وأيضا محسن باشا والي البصرة بافتعال ذلك النزاع. فبينما كانت المفاوضات تجري مع الأستانة، فإن الأطراف قد حشدت قواتها وبنت تحصيناتها بطريقة محمومة، ثم غادرت بغداد أواسط نوفمبر قوة مؤلفة من أكثر من 2000 جندي مسلحين بالمدفعية بقيادة اللواء محمد الداغستاني إلى منطقة النزاع في الناصرية بالقرب من معسكر ابن رشيد لمنع تجدد القتال واتساعه. ثم وصل أمر سلطاني للجميع بالانسحاب إلى ديارهم.
وفي يوم 16 نوفمبر وفي طريق عودته، التقى الشيخ مبارك بمحسن باشا في الزبير حيث أقنعه بالذهاب معه إلى البصرة، فذهب معه تحت حراسة خاصة من رجال القنصل البريطاني في البصرة. وفي تلك الزيارة بدد محسن باشا الشكوك حول ولاء الشيخ مبارك للسلطان العثماني عندما جدد الولاء في مقر الوالي في البصرة، فنال وساماً مجيديًا من الدرجة الثانية، ثم توجها إلى مكتب البرقيات وبقيا لعدة ساعات في مراسلات مع الحكومة المركزية. وبعدها عاد إلى الكويت عن طريق الزبير، ومر في طريقه بالجهرة حيث بقي فيها عدة أيام حتى عاد إلى الكويت يوم 24 نوفمبر 1900م.

## معركة الصريف

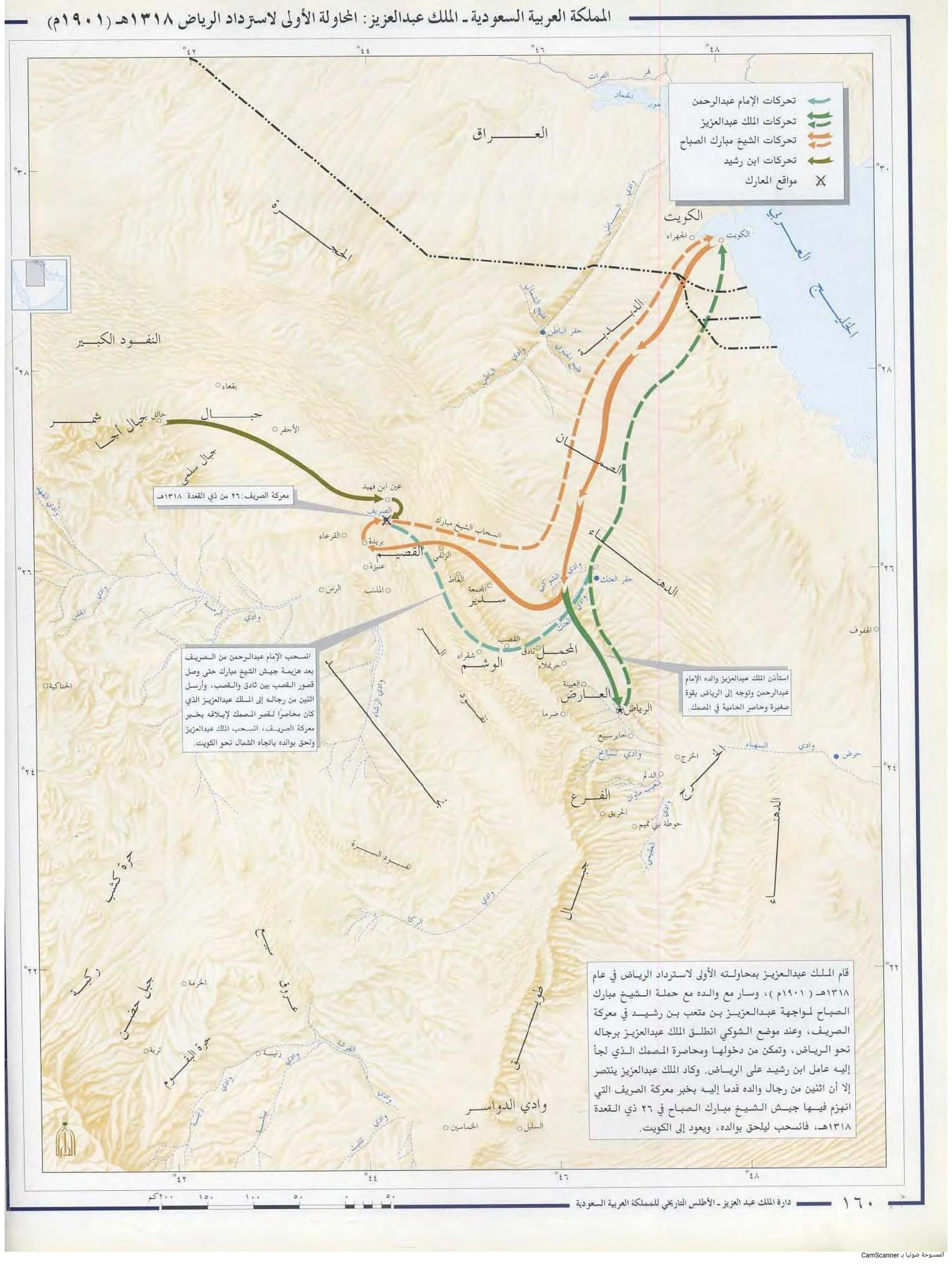
خط سير حملة مبارك الصباح إلى الصريف

وقعت في عهد مبارك بن صباح معركة الصريف الكبرى، التي جاءت بعد ثلاثة عقود من السلم في الجزيرة العربية. وتعود أسبابها إلى العداء المتبادل بينه ومن يوالونه من حكام نجد ومشايخ القبائل وبين عبد العزيز المتعب .

### ماقبل الصريف
في منتصف دبسمبر 1900م هاجم عبد العزيز بن رشيد بقوة من 3000 مقاتل قبيلة مطير في الدهناء والصمان، وحقق هذا الهجوم المباغت نجاحًا كاملا بالرغم من محاولات الشيخ حمود الصباح التصدي لشمر، ولكن رجال قبيلة مطير فروا هاربين مخلفين ورائهم عشرات القتلى والكثير من الحلال، في حين ذكر القاسمي أن القبائل قاومت اعتداءاته حتى وصول الشيخ مبارك. وبعدها بدأ الشيخ مبارك بشن حملة مضادة على غريمه، أشرك فيها القبائل المتحالفة معه. وحسب مراسل «تايمز أوف إينديا» في بوشهر كانت قوات ابن رشيد تفوق القوات الكويتية عددًا، ولكن مقاتلي مبارك كانوا أفضل تسليحًا. فعدد قوات مبارك حوالي 10,000 مقاتل جميعهم يمتطون الخيل ولكل مقاتل بندقية، في حين أن جيش ابن رشيد هو ضعف عدد جيش مبارك، ولكنه مسلح تسليحًا سيئًا وسلاحه غبر حديث، وهناك ألف رجل لهم مهمة الحماية المباشرة للأمير عبد العزيز المتعب وفي حوزتهم بنادق. وفي يوم 23 ديسمبر 1900م وقعت معركة دامية بدأت في الصباح حسب القاسمي ومساءًا حسب بونداريفسكي، واستمرت طوال الليل. وكانت قوات ابن رشيد تهاجم متقدمة وهي واثقة من تفوقها العددي، إلا أن قوات مبارك كانت تصدها في كل مرة، وما أن بدأ شروق شمس اليوم التالي حتى انسحب جيش ابن رشيد في فوضى عارمة تاركًا وراءه غنائم وأسلابًا كثيرة من خيل وإبل لتقع في يد المنتصرين من جيش مبارك.

### التجهيز للصريف
استغل مبارك ذلك الانتصار وهو يعلم أن إذا ترك ابن رشيد ولم يحاربه في نجد فإنه سيقوم وبتحريض من يوسف الإبراهيم بمهاجمة الكويت عاجلًا أم آجلًا، فاستدعي حليفه سعدون المنصور الذي انضم إلى معسكره قرب بريدة. ولما علم ابن رشيد بذلك أرسل إلى السعدون رسولا هو ابن عمه «سالم بن حمود الرشيد» يطلب منه البقاء على الحياد وعدم الانسياق لأوامر مبارك الصباح، إلا أنه رفض. وتعذر تحديد عدد القوات التي تمكن سعدون من حشدها في الصريف، إلا أنه تمكن من المشاركة بقوة لا يستهان بها على الأقل في القيمة المعنوية، وعندما سمع الشيخ خزعل الكعبي صديق مبارك الصباح بما عزم عليه من دخول الحرب مع ابن رشيد، أرسل إليه مدفعين رشاشين،
أما موقف بريطانيا فقد أرسل الكولونيل كمبول تقرير في 3 ديسمبر 1900 حول الوضع في الكويت بعد تحرك مبارك الصباح لمهاجمة ابن رشيد في حائل، تنبأ فيه بأن كلا من ابن رشيد ومبارك الصباح لن يظلا ساكنين وأنهما سيستأنفان القتال في وقت قريب، وشكك التقرير من أن ابن رشيد سيقبل ما يلحق به من إهانة وتجريح، وفي 10 ديسمبر أرسل رسالة إلى الشيخ مبارك قال فيها: يبدو لي أنك تنتهج سياسة خطرة بمواصلة استفزاز أمير نجد، ومرة أخرى أنصحك بالتزام الهدوء. وأخبرت الحكومة البريطانية الشيخ مبارك بأنها لن تعطيه مساعدة على شكل بنادق لتمكينه من تنفيذ خططه ضد ابن رشيد، ولكن تلك التحذيرات لم تجد أذانا صاغية من قبل مبارك حيث أنه يعلم أن بريطانيا لا يمكنها منعه في مواجهة ابن رشيد في عقر داره، وحتى وإن كان بينه وبينهم معاهدة، وكانت ترغب في ذلك الوقت بانهاء النزاع بين مبارك وابن رشيد وعدم تدخل مبارك في شؤون نجد، ليس حبًا في إنهاء النزاع ولكن لمنع الحكومة العثمانية من التدخل في شؤون الكويت. وبعث وزير خارجية بريطانيا رسالة إلى نائب الملك في الهند يقول فيها: بأنه ينبغي على كمبول أن يزور الكويت لينصح الشيخ بتجنب الحرب، فرد نائب الملك بأن الرسالة أبلغت ولكن مبارك الصباح لم يلتزم بها، حيث رد قائلا: طالما استمر يوسف بن إبراهيم مع ابن الرشيد في نجد فهو (أي يوسف) لن يلتزم بالهدوء بل سيحرض ابن الرشيد لمهاجمة الكويت ولذلك ليس من الحكمة بأن يقبع في الكويت بل عليه أن يتقدم لحماية قبائله. ولذا كانت بريطانيا تتغاضى عن وصول السفن التي تحمل أسلحة إلى الكويت، مع أنها كانت متشددة في وصول الأسلحة وبيعها في موانئ الخليج، ووقعت تعهدًا مع مبارك بعدم تهريب الأسلحة إلى الكويت عبر البحرين أو مسقط بتاريخ 24 مايو 1900م. فانتشرت البنادق البريطانية من نوع مارتيني التي كانت الأحدث والأكفأ مقارنة بالمازوت الألمانية. وبذلك حقق الشيخ مبارك فائدتين: الأولى هي تحقيق عائد مالي لخزينة المشيخة، وثانيا هي تسليح القبائل الموالية له بالأسلحة الحديثة من سوق الكويت.

## أحداث في حكمه

الشيخ مبارك الصباح وبجانبه الأمير عبد العزيز آل سعود في الكويت عام 1910.

كان الشيخ مبارك يشجع التجارة مع الدول الأخرى، ففي بداية القرن العشرين شجع التجار الكويتيين على فتح مكاتب استيراد وتصدير في الخارج، ففتحوا مكاتب في كراتشي وبومباي وكالكوتا وبوربندر وبروال وكوة وهي مناطق تقع في الهند وباكستان حاليًا.
حتى عام 1905 دخلت إلى الكويت أعداد كبيرة من الأسلحة، وبعد معركة هدية عام 1910، اشترى الشيخ مبارك 1500 بندقية من مسقط، ولكنه لم يعتبر هذا العدد كافيًا لأنه فقد الكثير من الأسلحة في تلك المعركة، وقد استاءت بريطانيا من كمية الأسلحة التي تستوردها الكويت، فرد عليهم الشيخ مبارك بأن العديد من القبائل تهاجم الكويت وقوافلها وهذا الأمر استدعى من الشيخ وضع ابنه جابر المبارك الصباح وثلاثة آلاف مقاتل للقيام بتأمين الرحلات البرية، والسبب الثاني لزيادة طلب الأسلحة هو زيادة عدد الطلاب الذين يستكملون تعليمهم وأنه يحتاج لتسليحهم.
أُنشأ أول مستشفى في تاريخ الكويت في عهده في سنة 1910 من قبل الإرسالية الأمريكية وكان يسمى باسم المستشفى الأمريكاني، واقترح أحد الأطباء في الإرسالية الأمريكية يدعى ستانلي ماليري أن يقوم ببناء سور حول مدينة الكويت، ولكنه رد عليه: «أنا سورها».
كما افتُتح أول مكتب بريد في الكويت في 21 يناير 1915 وكان مقره في القنصلية البريطانية التي كانت تسمى «دار الاعتماد البريطاني»، وكان تحت إشراف إدارة البريد الهندية التي كانت تستخدم طوابع الهند.
وقد قام بمساعدة عبد العزيز بن عبد الرحمن آل سعود في استرداد الرياض، كما قام بمساعدته في الحروب ضد عبد العزيز المتعب الرشيد وحلفاؤه. وعندما بدأت الحرب العالمية الأولى ساند خزعل بن جابر أمير المحمرة بريطانيا في الحرب، وقد قامت بعض القبائل بالتمرد عليه، فطلب مساعدة مبارك في هذه المسألة.

### هجرة التجار
بعد هزيمة القوات الكويتية في معركة هدية، احتاج الشيخ مبارك إلى الأموال لشراء الأسلحة ففرض ضرائب إضافية على التجار وبالتحديد تجار اللؤلؤ، وقد امتنع بعضهم عن دفع الضرائب الجديدة، فأصدر الشيخ في عام 1910 قرارًا بمنع الغوص بحثًا عن اللؤلؤ في ذلك العام كوسيلة للضغط على التجار، فبادر بعض التجار بدفع الضرائب التي عليهم كي يسمح لهم للبحث عن على اللؤلؤ ما عدا ثلاثة تجار وهم شملان بن علي بن رومي وهلال فجحان المطيري وإبراهيم المضف، فاستدعاهم الشيخ وقال لهم أنه يجب عليهم أن يدفعوا الضرائب، وخوفا من رد فعل الشيخ قاموا بالاتفاق على الهجرة إلى البحرين ومنطقة جنة في الإحساء، ولم يكن الشيخ يريد خسارة هؤلاء التجار الذين كانوا يعدون من أكبر التجار في الكويت، فأرسل وفدًا إلى البحرين لمصالحتهم، ولكن الوفد فشل في إقناعهم، فقام الشيخ بإرسال ابنه الشيخ سالم المبارك الصباح لمفاوضتهم، وعاد على إثر ذلك كل من شملان بن علي الرومي وإبراهيم المضف وبقي هلال فجحان المطيري في البحرين، فسافر الشيخ مبارك على متن يخته إلى البحرين برفقة شملان بن علي الرومي وإبراهيم المضف، فاعتبر هلال فجحان المطيري قدوم الشيخ أكبر ترضية له ووافق على العودة إلى الكويت.

## إعانات حربية ومدنية للدولة العثمانية
- إعانة لحريق الآستانة في إسطنبول عام 1911 بمبلغ 5,000 ليرة عثمانية.[148]
- الحرب العثمانية الإيطالية (1911): تبرع بمبلغ 3,000 ليرة عثمانية، صُرف نصفها للمجاهدين والنصف الآخر للأسطول العثماني.[149][150]
- حرب البلقان الأولى (1912): تبرع بمبلغ 11,000 ليرة عثمانية[151] إلى ناظر لجنة الإعانة الحربية بالبصرة السيد طالب النقيب[152] خصص منها 9,000 ليرة إعانة حربية و2,000 ليرة إعانة للهلال الأحمر العثماني[150]
- إعانة لمشروع بناء سكة حديد الحجاز بمبلغ 1,000 ليرة عثمانية.[152]
- إعانة لمشروع بناء دار لقيادة القوة البحرية في العشار بالبصرة عام 1904 بمبلغ 625 ليرة عثمانية.[153]

### المساهمة في الحرب العالمية الأولى

علم الكويت من الفترة 1914-1921.

تعاون الشيخ مبارك مع بريطانيا عندما أرسلت قوة تجريدة بلاد الرافدين لاحتلال العراق في الحرب العالمية الأولى، فساهم بآلاف الروبيات إلى الصليب الأحمر البريطاني، وسمح للسفن الإستشفائية البريطانية بالرسو في ميناء الكويت ذو المياه العميقة. كما ساهم بالدعم اللوجستي والرجال فأرسل قوة مع الإنجليز إلى أم قصر وصفوان وبوبيان والبصرة لطرد القوات العثمانية من المنطقة. في المقابل اعترفت الحكومة البريطانية بالكويت باعتبارها «حكومة مستقلة تحت الحماية البريطانية». ولا يوجد تقرير عن الحجم الدقيق وطبيعة هجوم مبارك، على الرغم من تراجع القوات العثمانية عن تلك المواقع بعد أسابيع. ثم أزال مبارك الرمز العثماني الذي كان على العلم الكويتي واستبدله بعلم أحمر وفي وسطه كلمة «كويت»، واختار من العلم ثلاثة أشكال، مثلثاً للإمارة، ومربعاً للدوائر الحكومية ومستطيلاً للسفن، وقد مرت على هذا العلم بعض التعديلات الطفيفة ولكنه استمر إلى سنة 1961م. ساعدت مشاركة مبارك وكذلك مواقفه السابقة في عرقلة استكمال خط سكة حديد بغداد البريطانيين على حماية الخليج العربي من التعزيزات العثمانية والألمانية.

## وفاته
كان يعاني من مرض الملاريا وتصلب الشرايين، وفي 28 نوفمبر 1915 خرج من بيته إلى مجلسه بعد أن غاب عنه لعدة أيام، وقد كان يريد سماع آخر الأخبار بشأن المعارك التي تحدث في العراق في زمن الحرب العالمية الأولى، وبعد سماعه الأخبار تناول العشاء وأسند رأسه على الأريكة وغط في نوم عميق، وفي الساعة الثامنة وخمس عشرة دقيقة مساء أراد حارسه أن يوقظه كي يذهب إلى البيت، فوجده قد توفي، وقد مشت الكويت كلها وراء نعشه ورثاه الشعراء منهم الشاعر حمد المغلوث بقصيدة منها:

## قصوره وعائلته

### قصوره

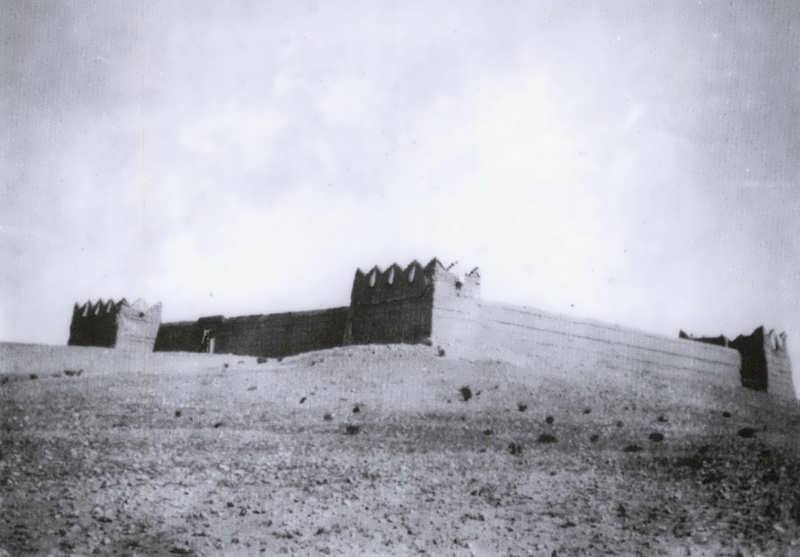
القصر الأحمر.

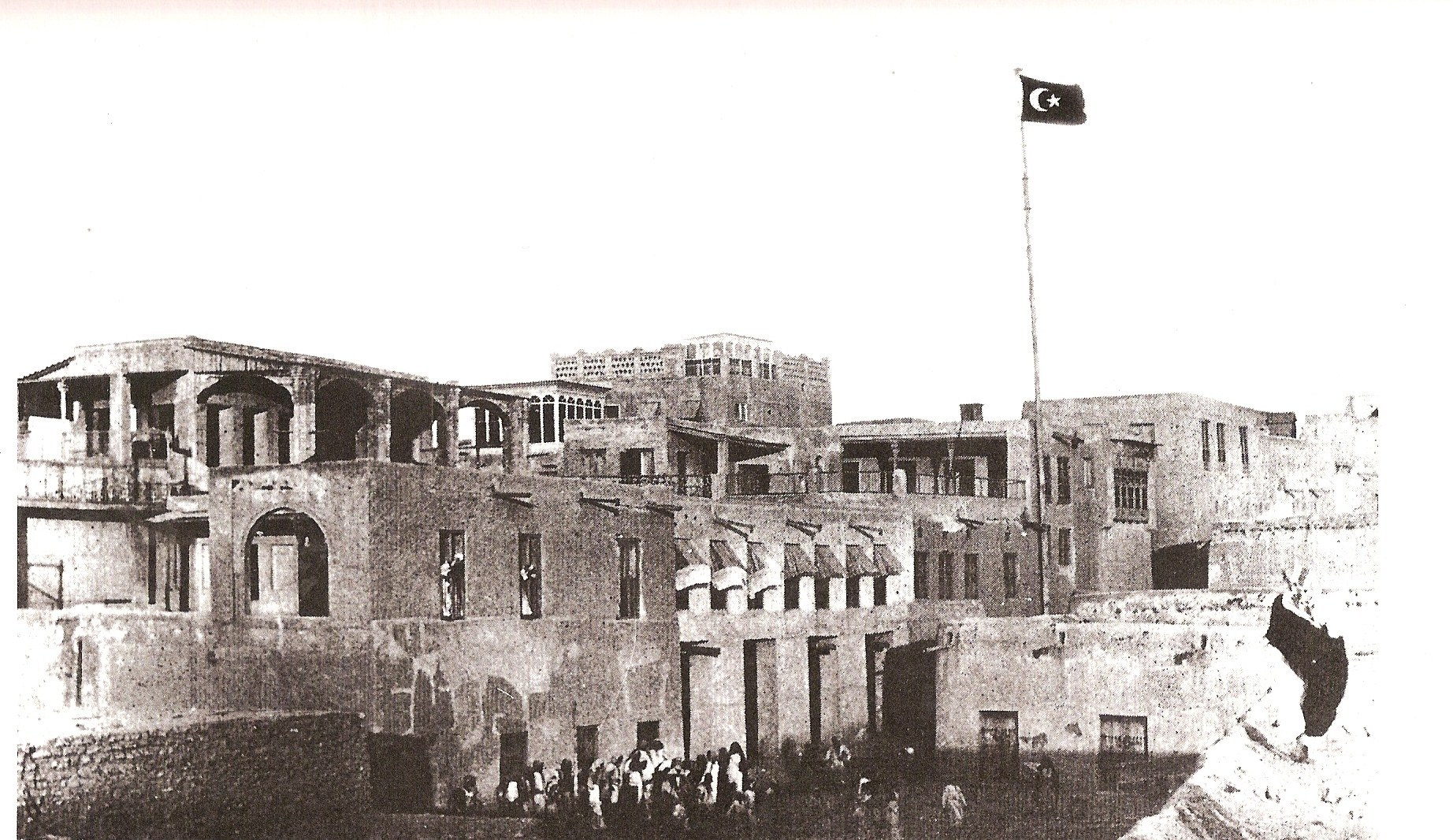
قصر السيف بني في عهده.

- القصر الأحمر: شيّد في عام 1898 في الجهراء.[159]
- قصر مشرف: شُيّد في عام 1900.[160]
- قصر السيف: بني بين عامي 1906 و1907، وهو مركز الحكم في الكويت.[161]

### حياته الأسرية
تزوج من:
- الشيخة شيخة بنت دعيج الصباح (والدة الشيخ جابر والشيخ سالم والشيخ صباح).
- وسمية بنت فلاح بن راكان الحثلين (والدة الشيخ ناصر والشيخ فهد).[162]
- حصة بنت فلاح بن راكان الحثلين (والدة الشيخة موضي والشيخ حمد).
- الجازي بنت فهد الأصقه الدويش[163] (والدة الشيخة حصة).
- الجازية بنت سلطان الدويش.[164]
- شفيقة[165] (والدة الشيخ عبد الله).

ولديه من الأبناء:
| - الشيخ جابر (حاكم الكويت الثامن). - الشيخة شريفة. - الشيخة حصة. - الشيخة موضي. - الشيخة مريم. | - الشيخة حبابة. - الشيخة موزة. - الشيخة عائشة. - الشيخ سالم (حاكم الكويت التاسع). - الشيخ صباح (توفي في 20 يونيو 1906). | - الشيخ ناصر. - الشيخ فهد (توفي في 18 مايو 1906). - الشيخ حمد. - الشيخ سعود (توفي وهو بعمر السنتين). - الشيخ عبد الله. |

### الألقاب
- قائم مقام الكويت: منح في ديسمبر 1897 بموجب مرسوم من السلطان العثماني[167]
- لقب باشا: منح في ديسمبر 1897 بموجب مرسوم من السلطان العثماني[167]
- لقب سير: منح في نوفمبر 1903 من قبل بريطانيا بواسطة الحاكم العام للهند البريطانية اللورد جورج كرزون[168]

## الأوسمة
حصل الشيخ مبارك على عدد من الأوسمة من قبل الحكام والملوك:
- الوسام المجيدي من الدرجة الثانية من قبل الدولة العثمانية في نوفمبر 1900.
- لقب بلقب سير من قبل بريطانيا في عام 1903.
- الوسام المجيدي من الدرجة الأولى من قبل الدولة العثمانية في 1912.
- وسام «سردار أعظم دولة الهند» من قبل الملك جورج الخامس في عام 1912.

## أوسمة باسمه
في يوم 16 يوليو 1974 أصدر الشيخ صباح السالم الصباح مرسوم أميري بإنشاء قلادة مبارك الكبير يحملها رؤساء الدول، والتي تمنح للآخرين بأمر أميري.

## أماكن سميت باسمه

ساحة المدرسة المباركية.

- المدرسة المباركية: شيدت عام 1911.
- سوق المباركية.
- محافظة مبارك الكبير.
- منطقة مبارك الكبير.
- ميناء مبارك الكبير.
- مستشفى مبارك الكبير.
- محمية مبارك الكبير.
- برج مبارك الكبير.
- شارع مبارك الكبير.

## كتب عنه
- الآيات الصباح في مدائح مبارك الصباح، عبد المسيح الأنطاكي، 1911.
- مبارك الكبير مؤسس دولة الكويت الحديثة، سعاد الصباح.
- مبارك الصباح مؤسس الكويت الحديثة (1896-1915) ب.ج.سلوت، 2008.[171]
- بيان الكويت: سيرة حياة الشيخ مبارك الصباح، سلطان بن محمد القاسمي.

## الملاحظات
1. ↑  يبدو أن زعيم العجمان راكان بن حثلين بعد عودته من الأسر فضل هو وقسم من قبيلته أن يكونوا تحت مظلة الحكم الكويتي، بعد أن ضعف وزال الدور السياسي لآل سعود، ويعتقد أن هذا هو آخر نشاط قام به راكان، لأنه توفي سنة 1314هـ/1897م، وقد ذكر ابن عيسى النجدي:وفيها توفي راكان ابن حثلين من شيوخ العجمان. وكان عمره حينما مات 84 سنة هجرية/82 ميلادي تقريبًا.[19]
2. ↑  من الذين خرجوا «أحمد الغانم» و«خليفة المسلم القناعي» و«ماجد السلطان» و«منصور بن عيسى» و«أحمد العبد المحسن» و«علي بن خميس» و«حسين بن عيسى القناعي» وبعض عوائل الغرير والخشتي والقطامي وبوعركي وآخرين[55]
3. ↑  أصدر والي البصرة بتاريخ فبراير 1897م قرارًا بتعيين موظف عثماني في مركز الحجر الصحي في الكويت.[79]
4. ↑  مشروع كابنست هو امتياز منحته الحكومة العثمانية للكونت كابنست في 30 ديسمبر 1898 لإنشاء خط للسكة الحديدية، يربط طرابلس الشام مع الكويت عبر حمص وبغداد[102]
5. ↑  في نفس الوقت أرسل مبارك إلى محسن باشا بأنه مستعد للقيام بكل ما يعهد إليه من أوامر ترد إليه منه مباشرة، ولكنه لن يعترف بما يصله عن طريق حمدي.[112]
6. ↑  كان مبارك يأخذ ضريبة على كل بندقية تعادل 6 دولارات نمساوية (والدولار النمساوي يساوي 69.1 روبية)، نقلا عن كتاب تجارة السلاح، فاطمة الفريحي، ص:89.[138]